# جدول زمانی اختراع‌ها در ایالات متحده آمریکا (۱۸۹۰–۱۹۴۵)

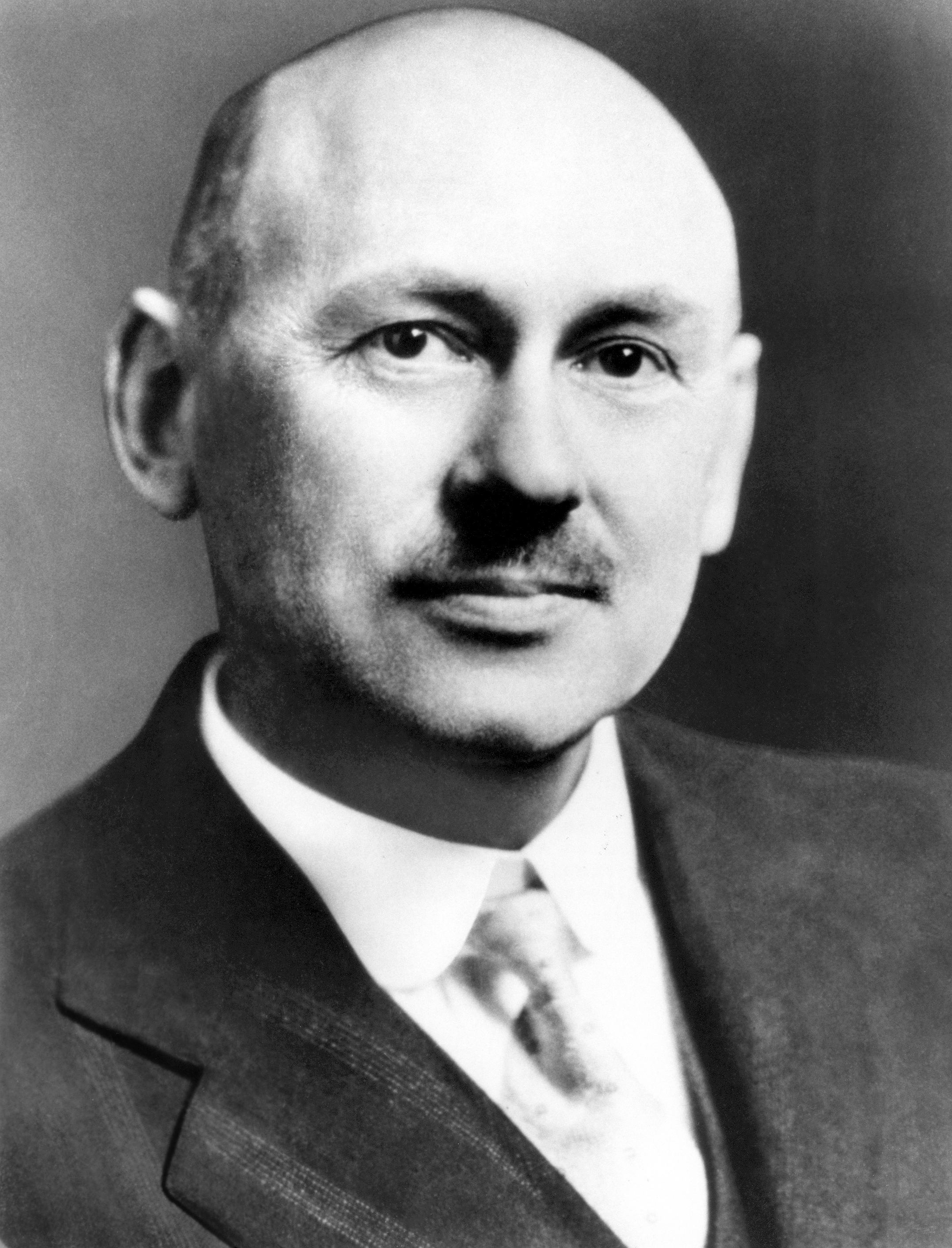
رابرت گدارد (۱۸۸۲–۱۹۴۵), فیزیکدان و مخترع آمریکایی که برای نخستین بار درجهان اقدام به اختراع موشک با سوخت مایع و پرتاب آن در ۱۶ مارس ۱۹۲۶ نمود. گدارد ۲۱۴ اختراع ثبت نمود و پیشرو در زمینه اختراع و ابداع موشک‌های با سوخت مایع، موشک‌های هدایت شونده و موشک‌های چند مرحله‌ای بوده‌است.

جدول زمانی اختراع‌ها در ایالات متحده (۱۸۹۰–۱۹۴۵)، 

## عصر پیشرفت(۱۸۹۰–۱۹۱۹)

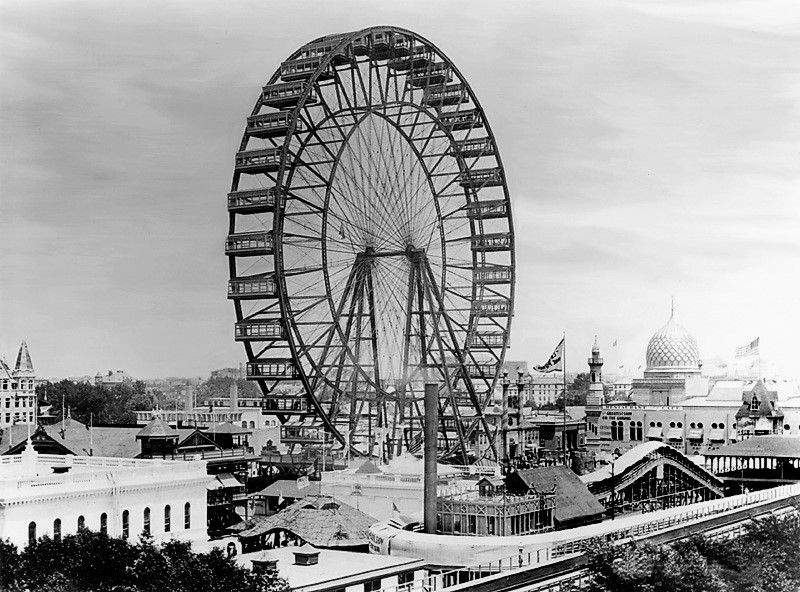
نخستین چرخ و فلک جهان در شیکاگو

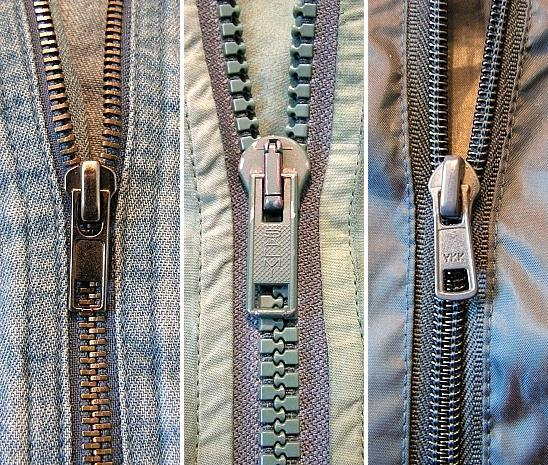
سه نوع زیپ: فلزی، پلاستیکی و نایلونی

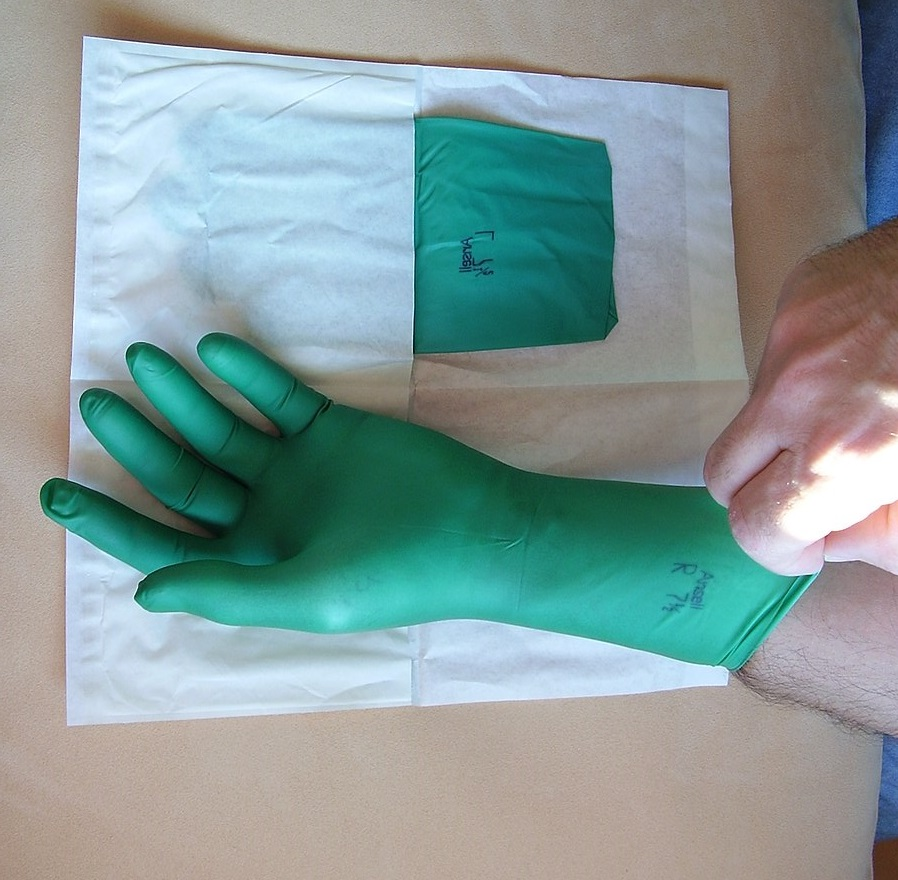
دستکش جراحی

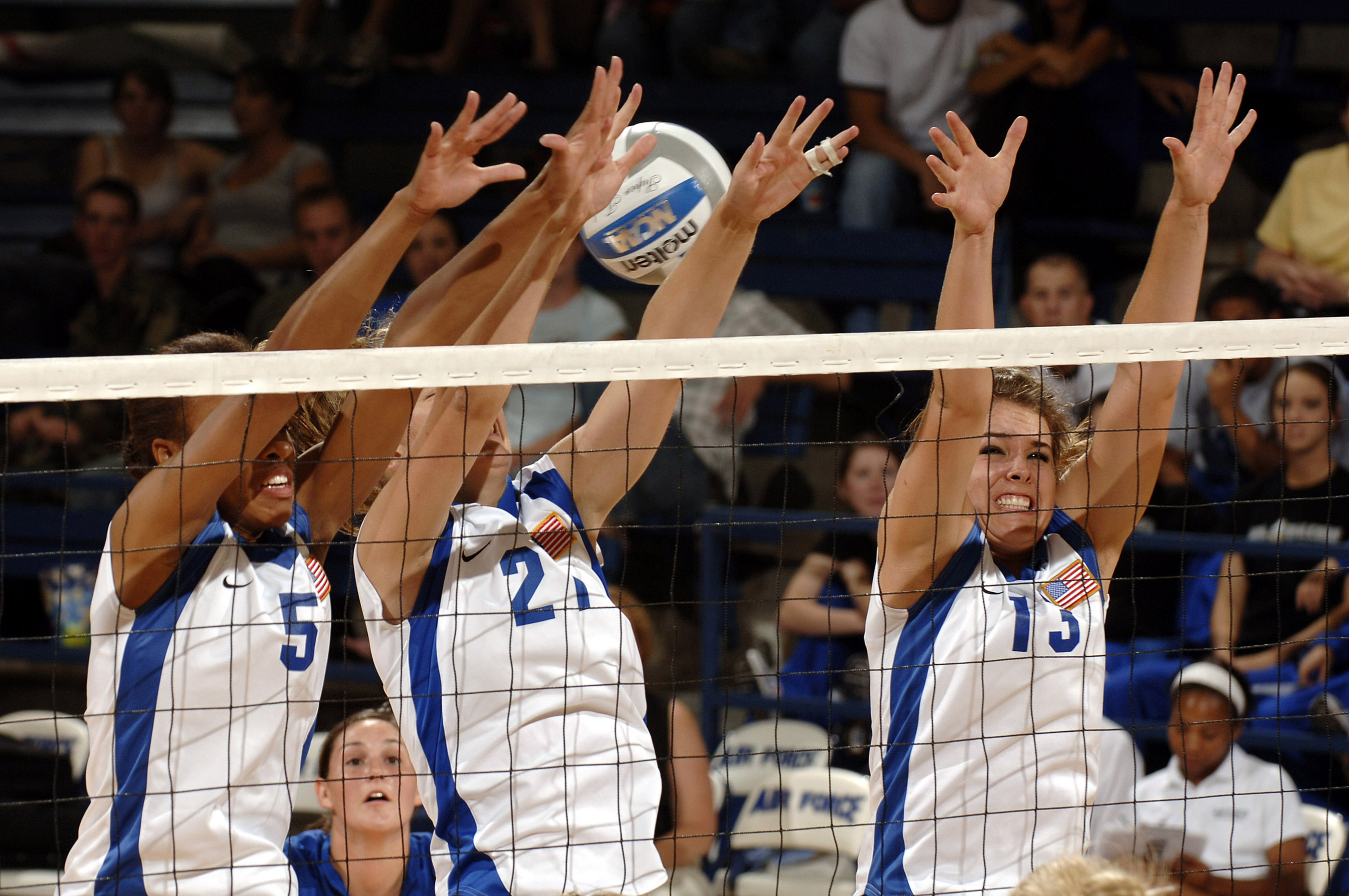
ورزش والیبال

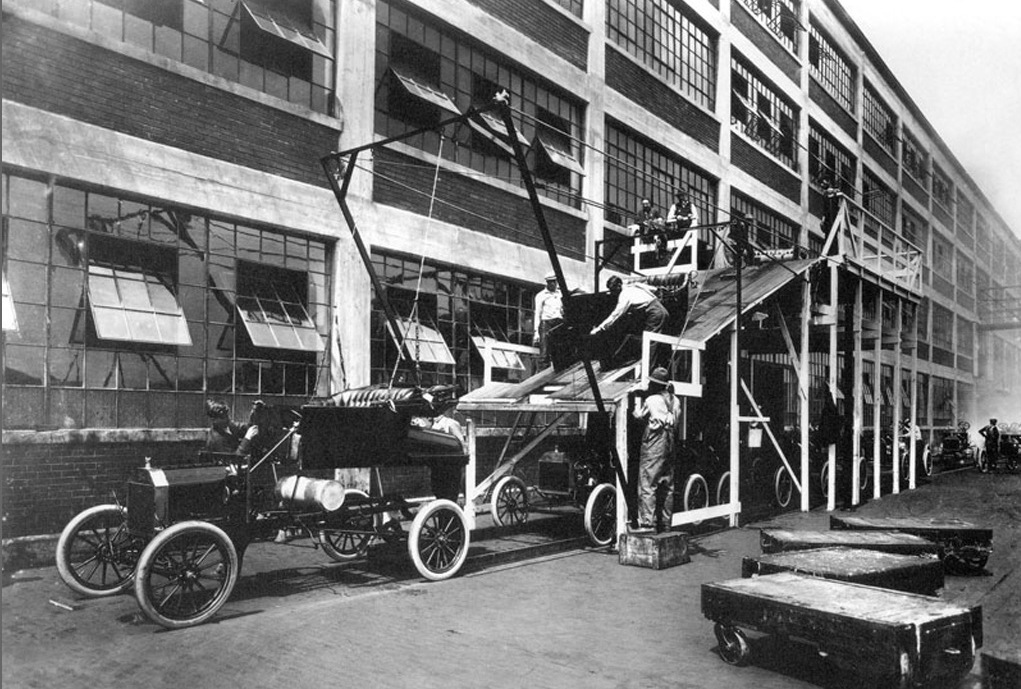
خط تولید فورد مدل تی در سال ۱۹۱۳

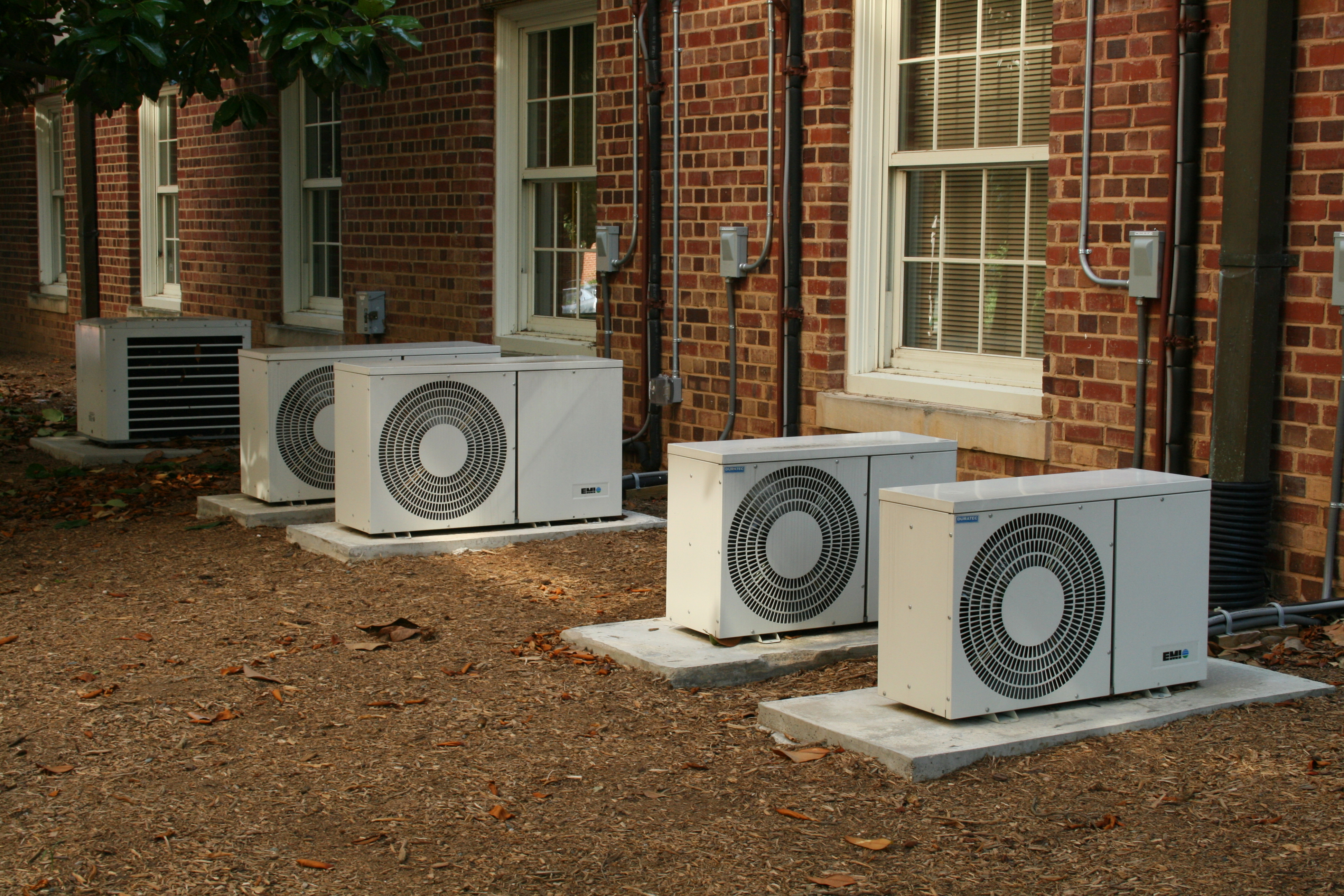
دستگاه‌های تهویه مطبوع در خارج از ساختمان کلاس درس

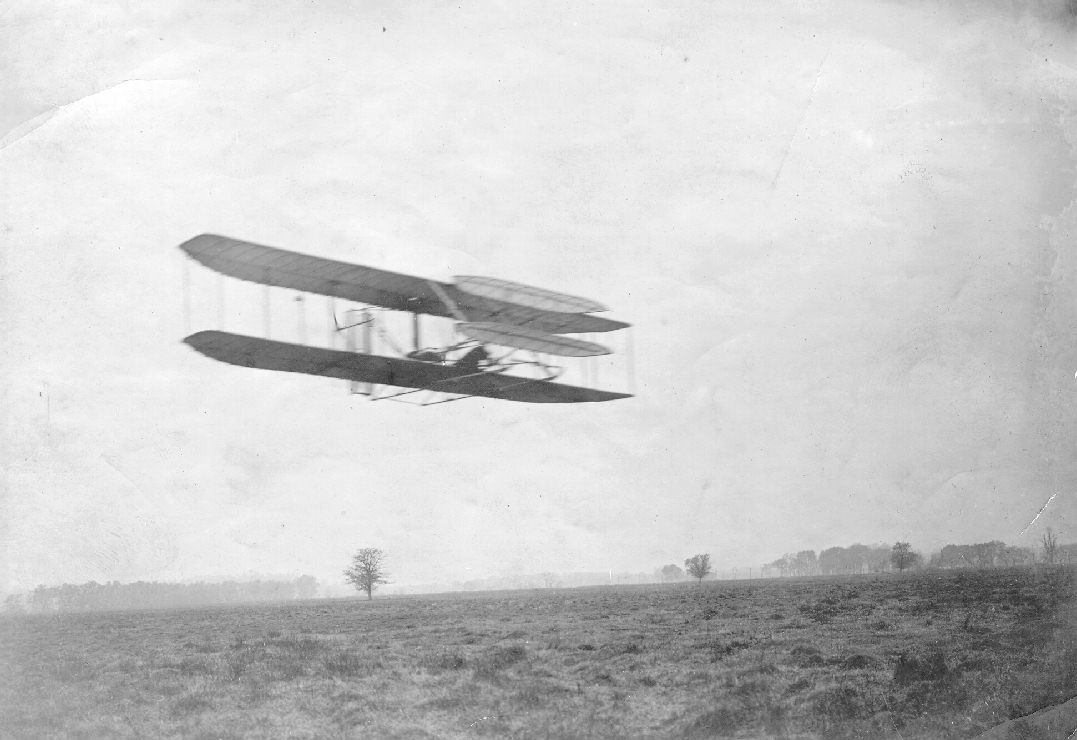
از نمونه‌های اولیه هواپیمای برادران رایت (۱۹۰۴)

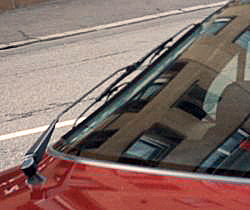
برف پاک‌کن

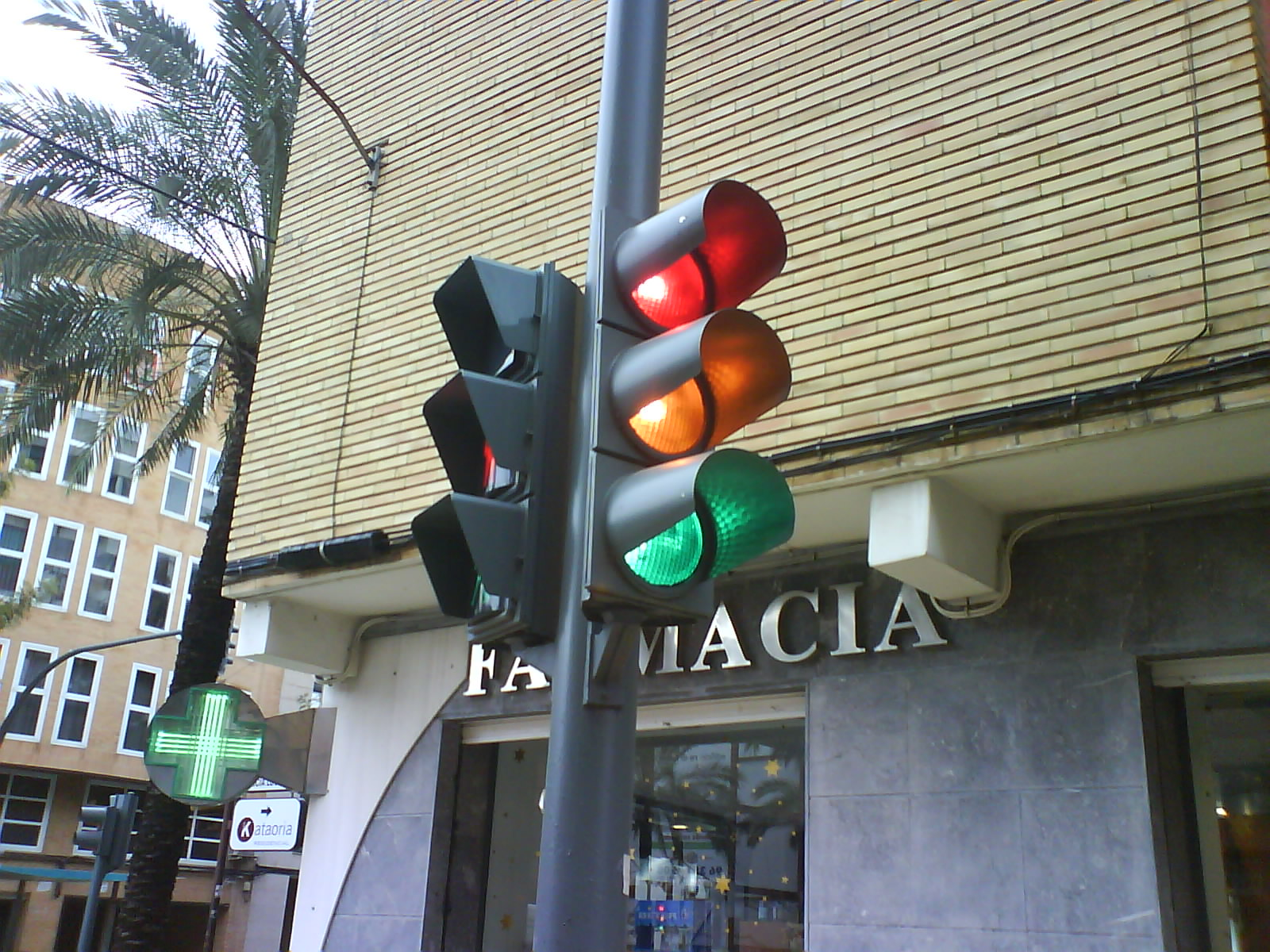
چراغ راهنمایی

۱۸۹۰ ایست (نشان) (ویلیام فلپس انو)
۱۸۹)
۱۸۹۴ تله‌موش (ویلیام سی. هوکر)
۱۸۹۴جااپلوفسکی)
۱۹۱۹ سیلیکا ژل (والتر پاتریک)
۱۹۱۹ تستر (چارلز استرایت)

## خروش بیست‌سالگیوعصر جاز(۱۹۲۰–۱۹۲۸)
۱۹۲۱ پلی‌گراف (جان آگوستوس لارسون)
۱۹۲۱ روندنما (فرانک گیلرت)
۱۹۲۱ چسب زخم (ارل دیکسون)
۱۹۲۱ درِ گاراژ (سی. جی جانسون)
۱۹۲۲ خودروی کروکی (بن الربک)
۱۹۲۲ اسکی روی آب (رالف ساموئلسون)
۱۹۲۲ دستگاه شنوایی‌سنج (هاروی فلچر)

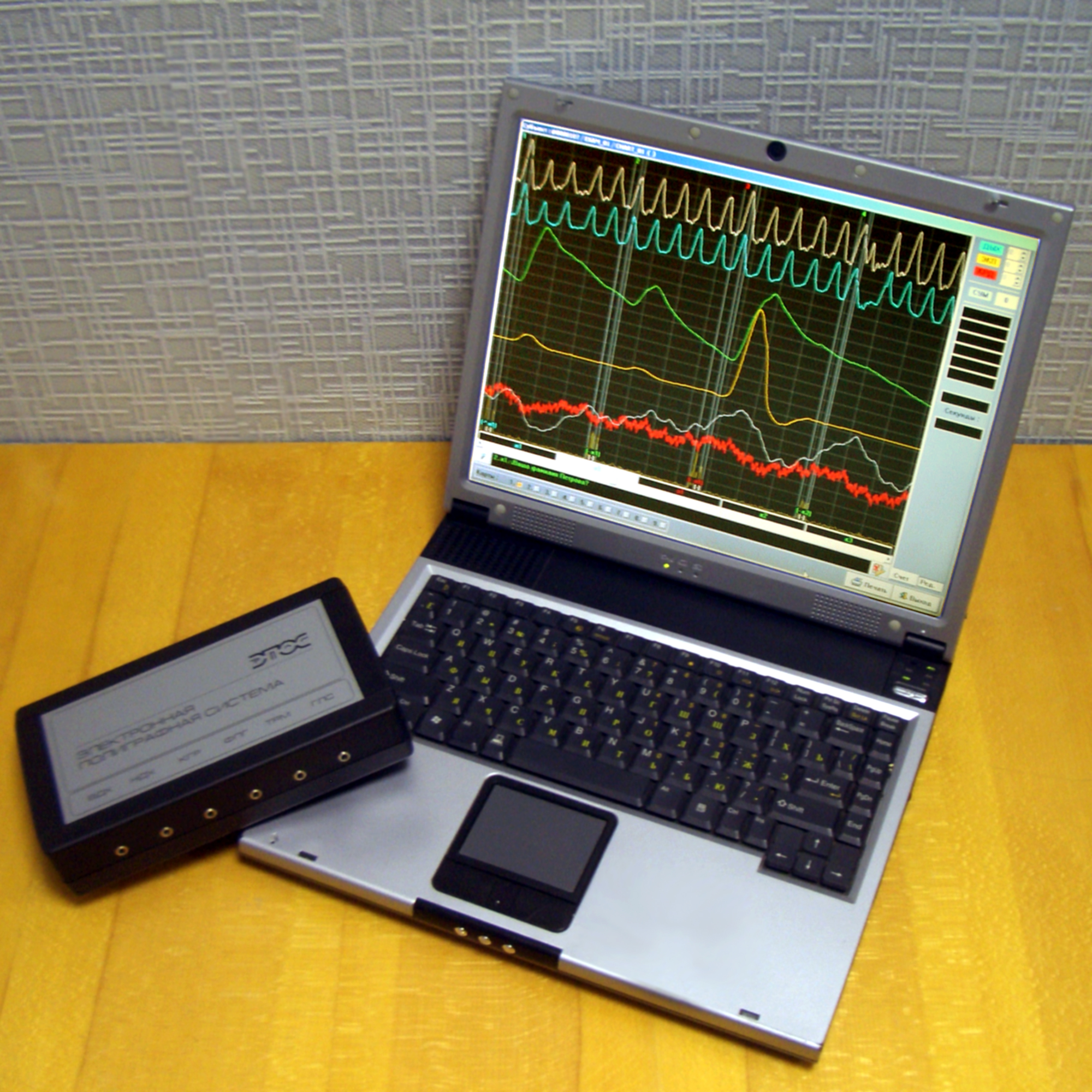
یک سیستم پلی‌گراف امروزی

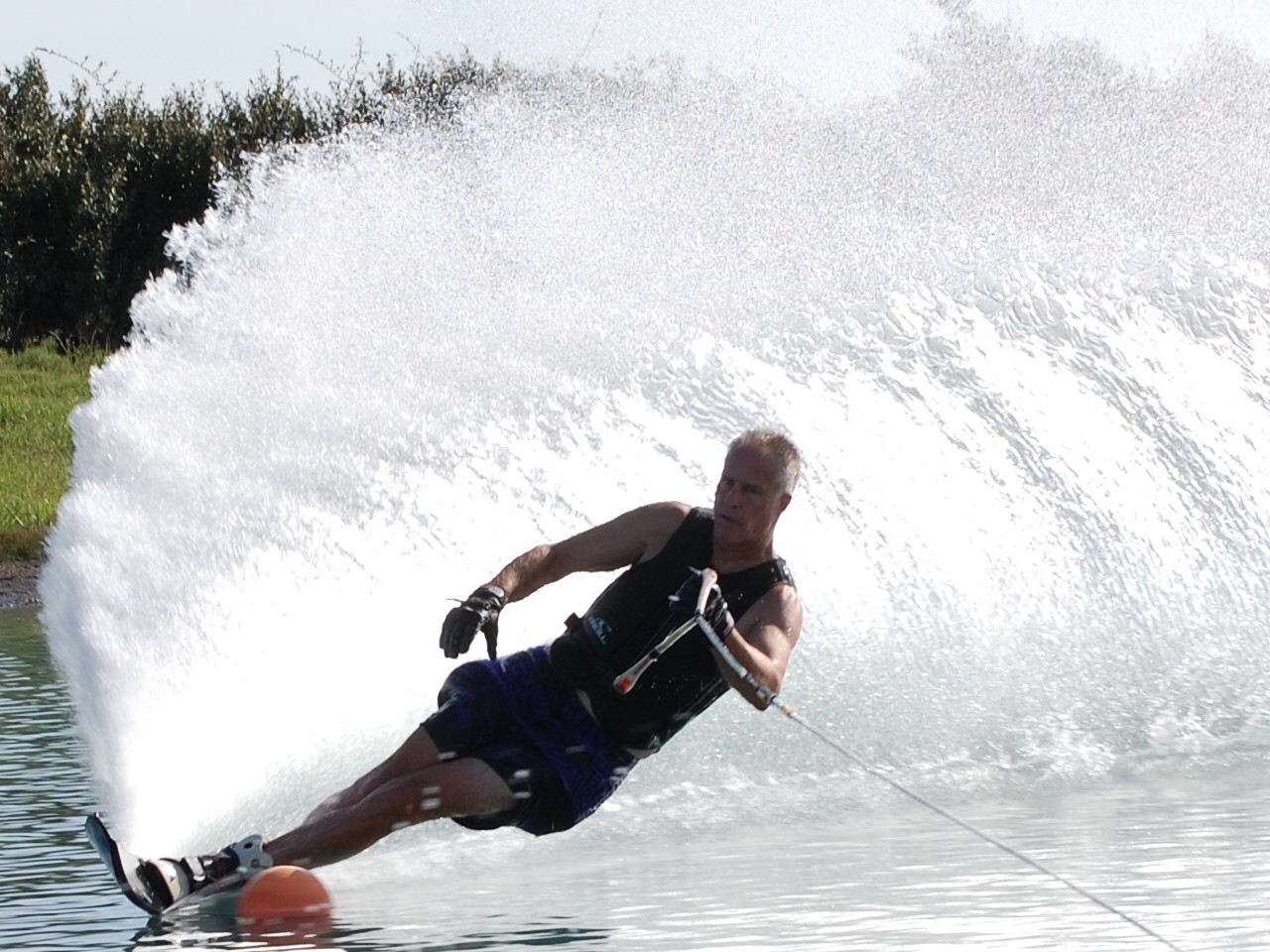
اسکی روی آب

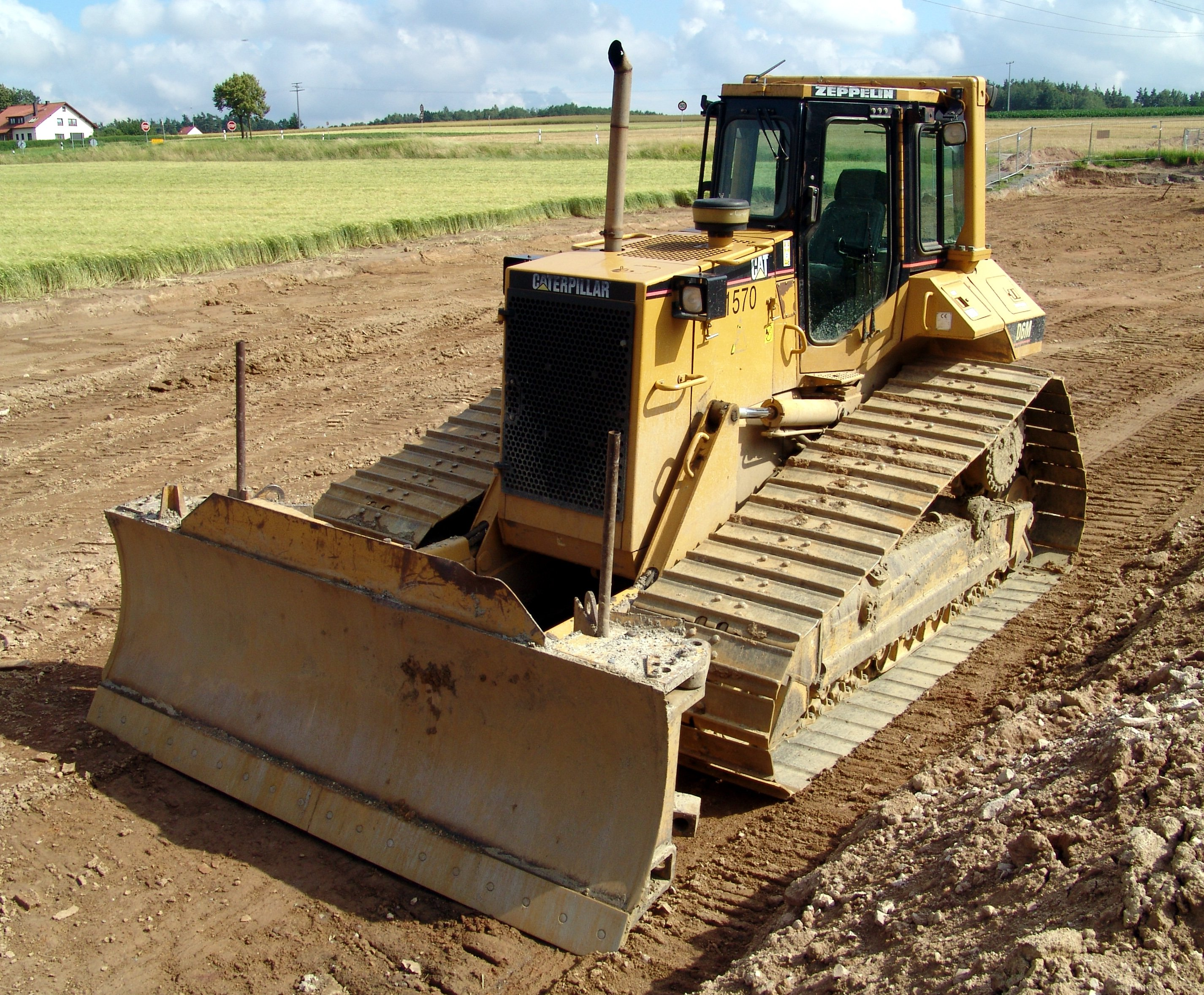
بولدوزر

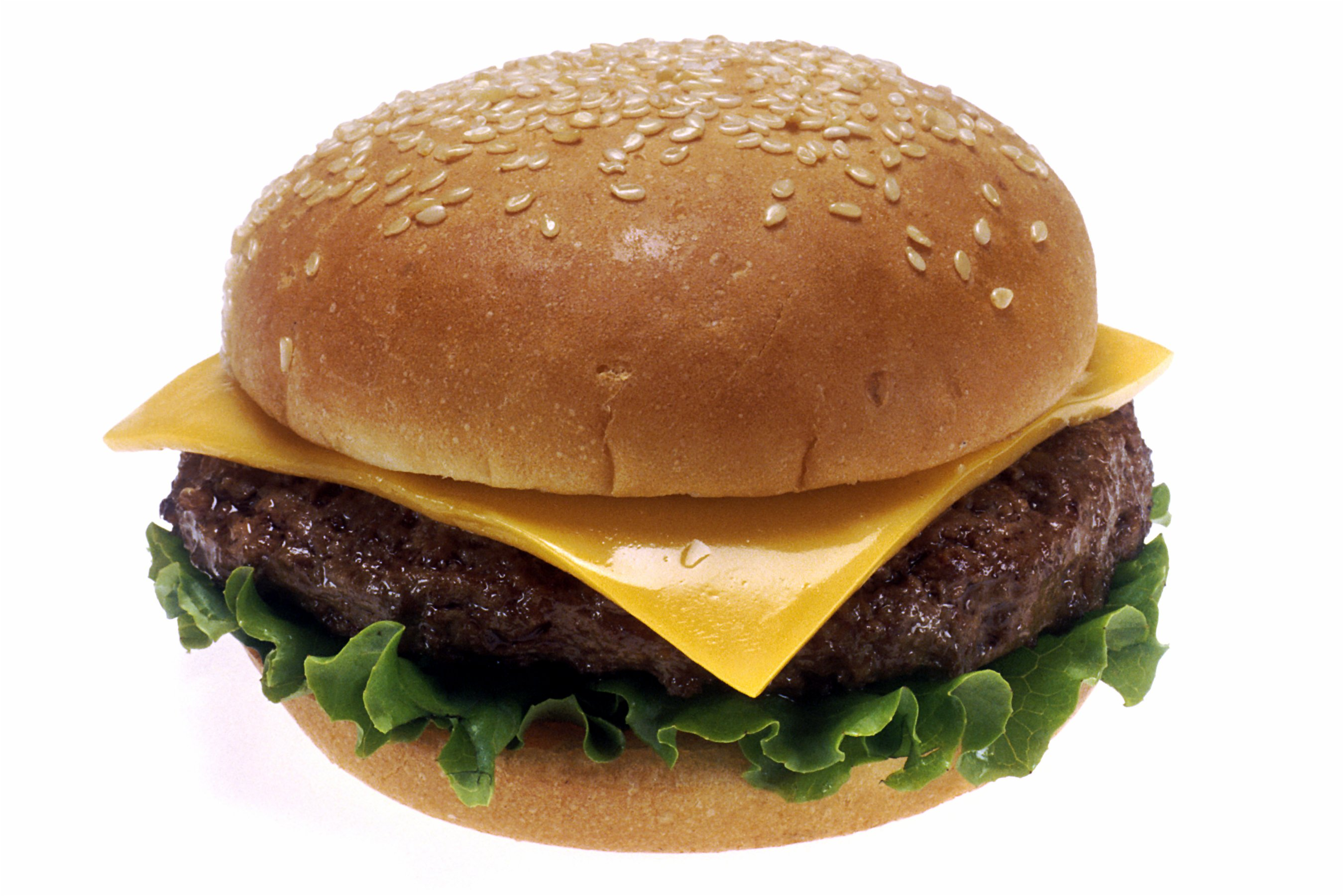
چیزبرگر

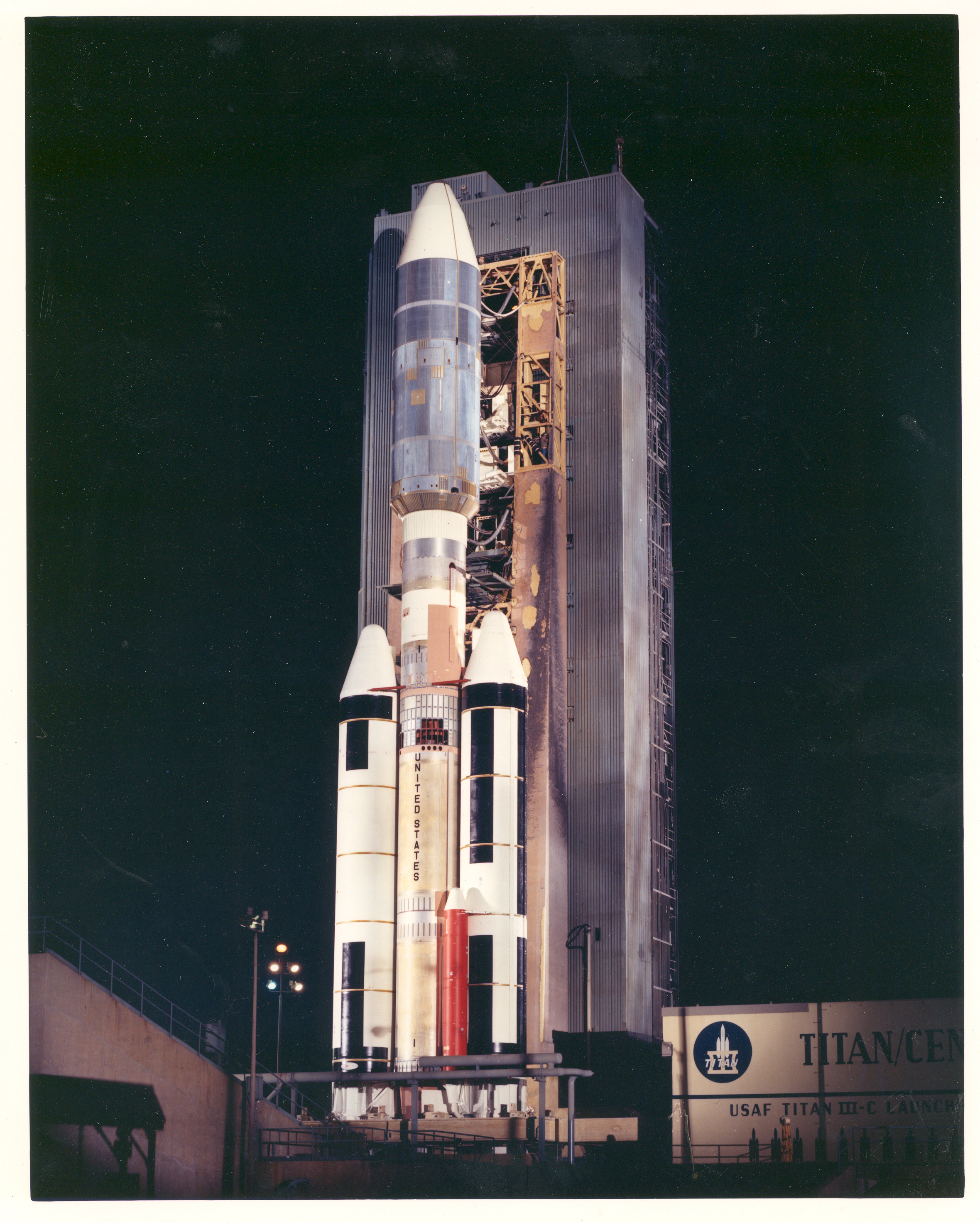
موشک با سوخت مایع

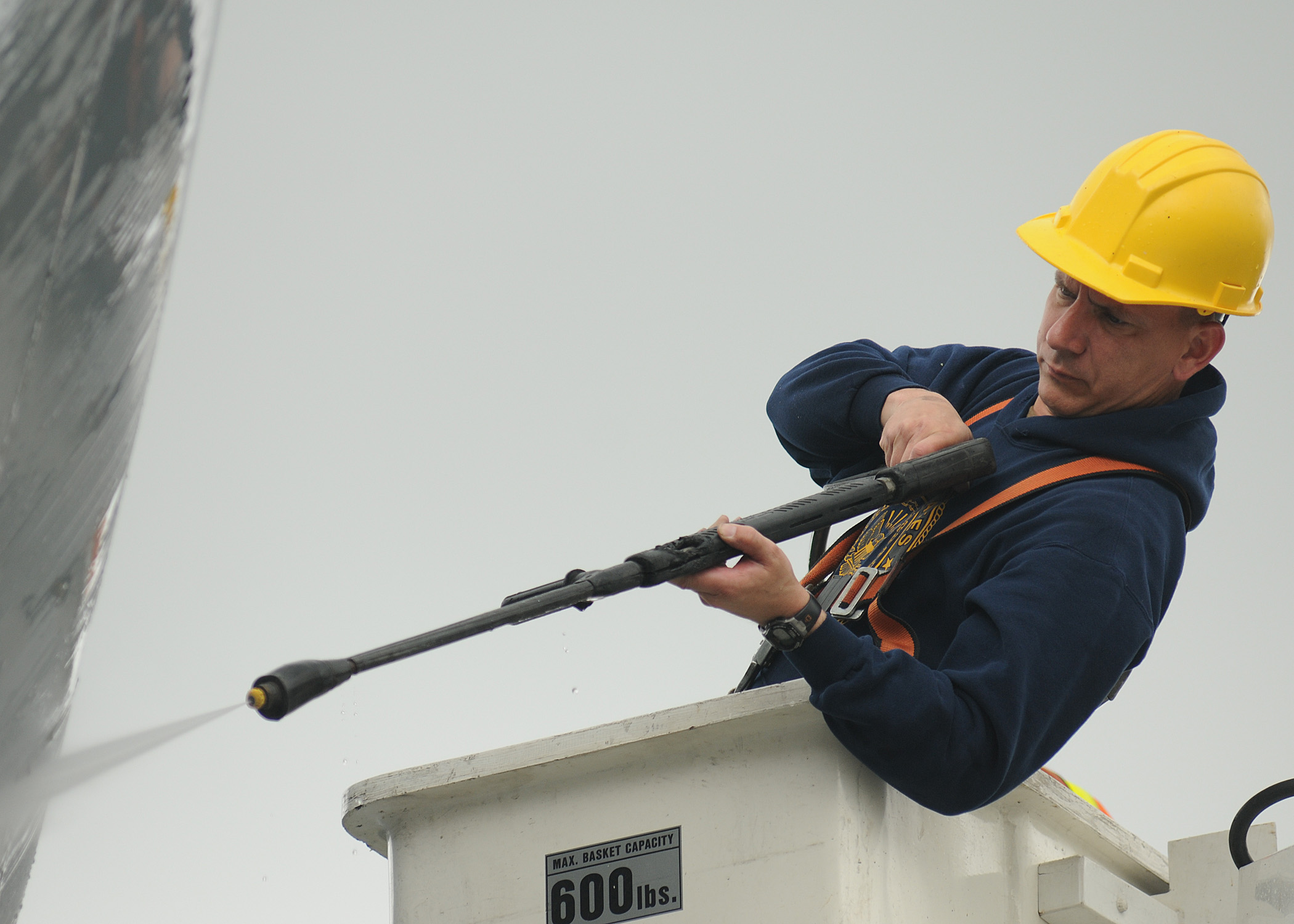
شوینده پرفشار

۱۹۲۳ بولدوزر (جیمز کومینگ و جی. ارل مک‌لید)
۱۹۲۴ انبر قفلی (ویلیام پترسون)
۱۹۲۴ چیزبرگر (لیونل سی. استمبرگر)
۱۹۲۴ اتاق گاز
۱۹۲۴ ارتفاع‌سنج راداری (لوید اسپنشید)
۱۹۲۵ مدار کنترل اتوماتیک (هارولد آلدن ویلر)
۱۹۲۶ موشک با سوخت مایع (رابرت گدارد)
۱۹۲۷ شوینده پرفشار (فرانک افلد)
۱۹۲۷ گیتار رزونانسی (جان دوپیرا)
۱۹۲۷ کورن داگ
۱۹۲۸ آدامس بادکنکی (والتر دایمر)

## رکود بزرگ و جنگ جهانی دوم (۱۹۲۹–۱۹۴۵)

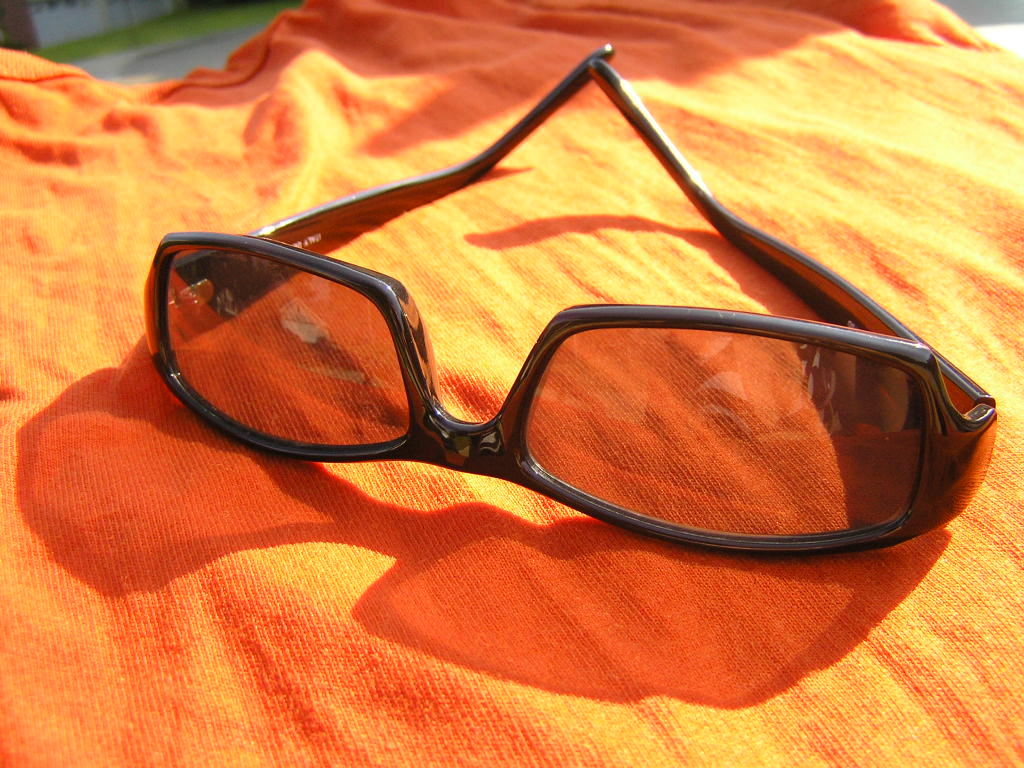
عینک آفتابی

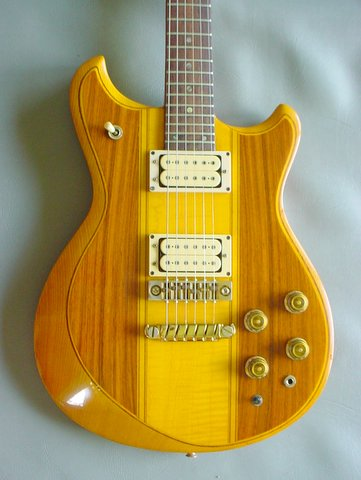
گیتار الکتریکی

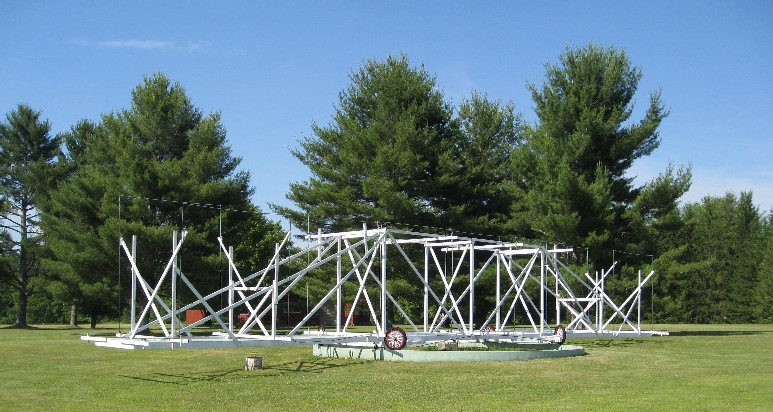
رادیو تلسکوپ

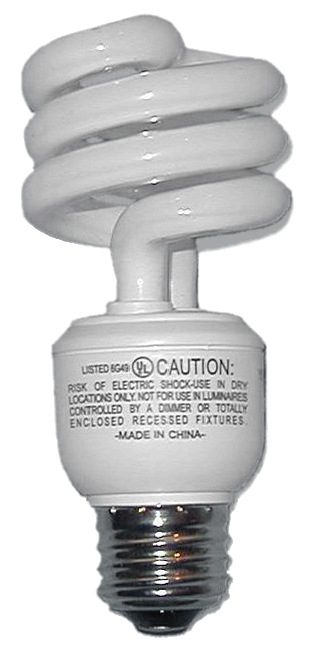
نوعی لامپ فلوئورسنت فشرده (لامپ کم‌مصرف)

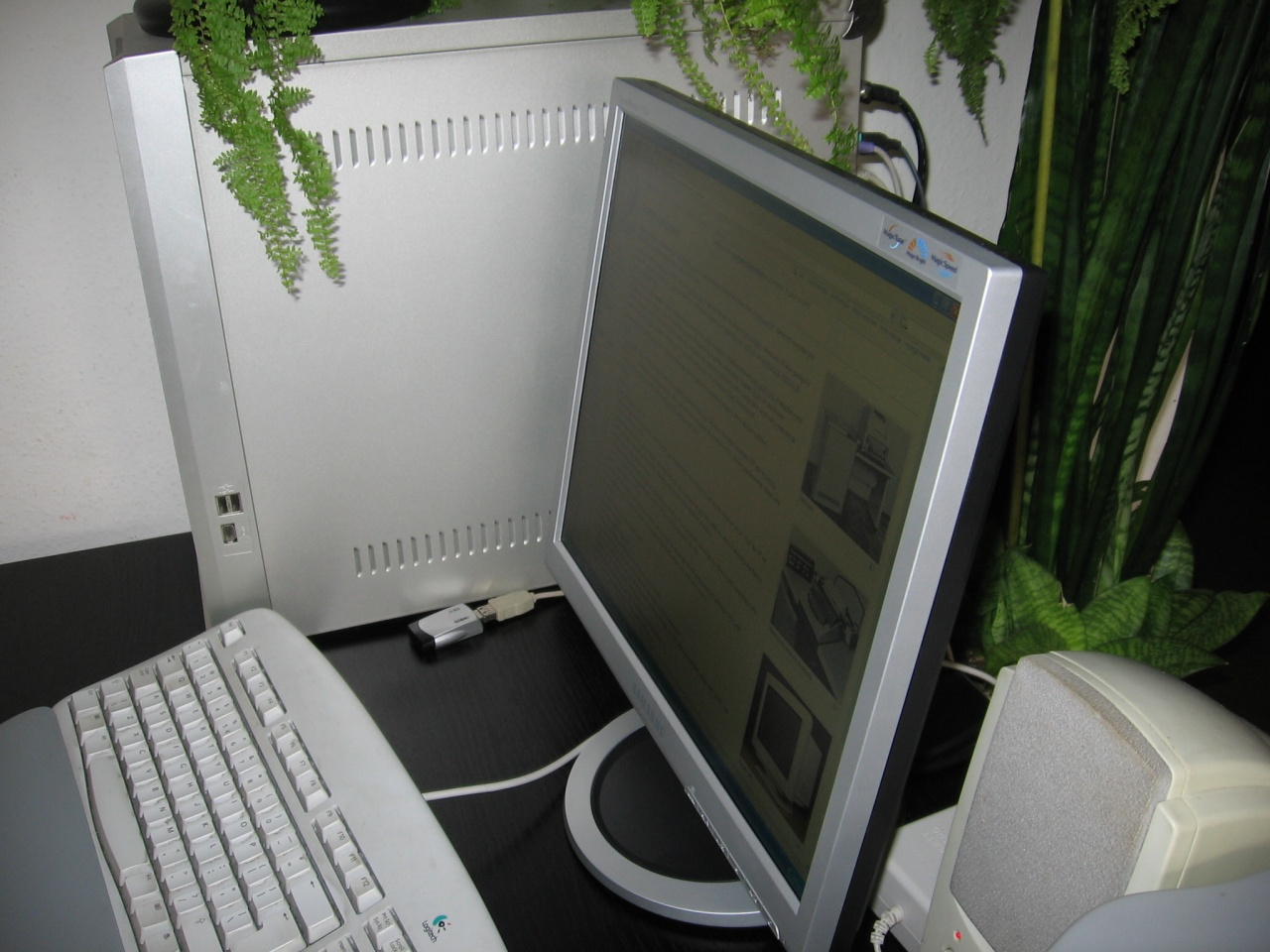
رایانه

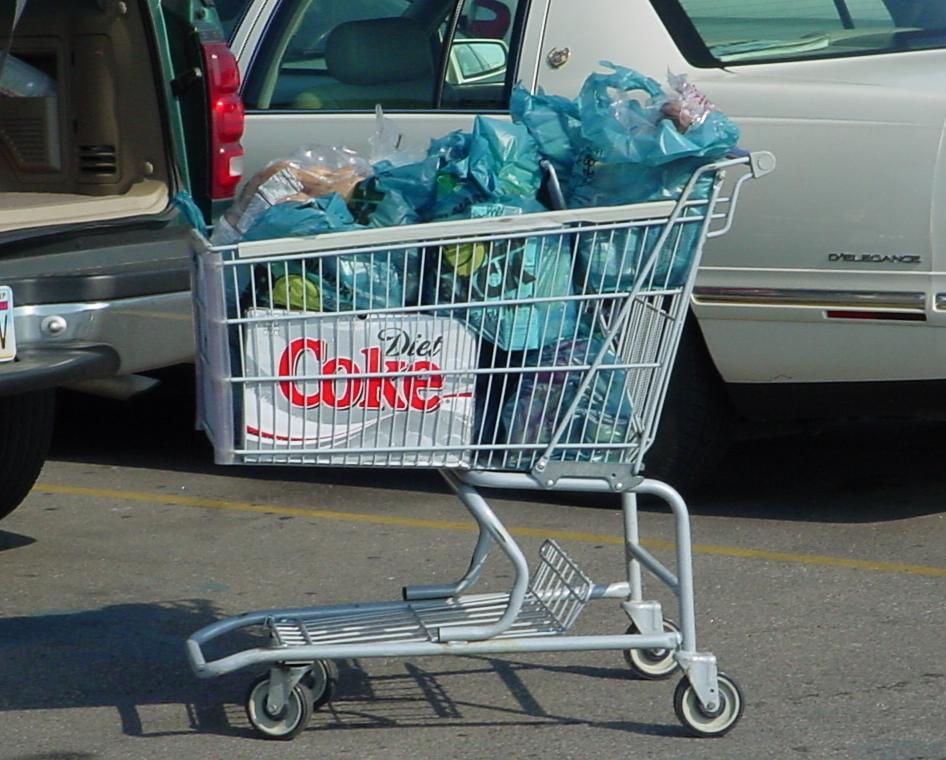
یک سبد خرید

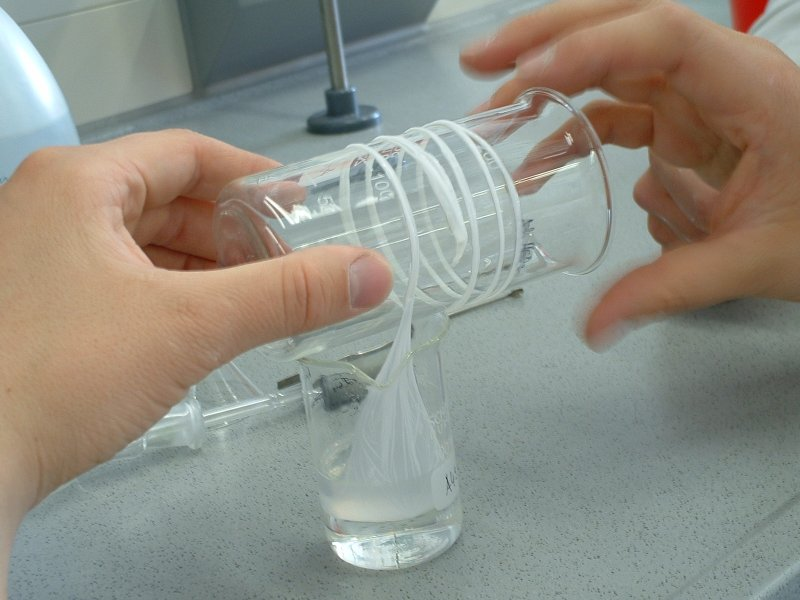
نایلون

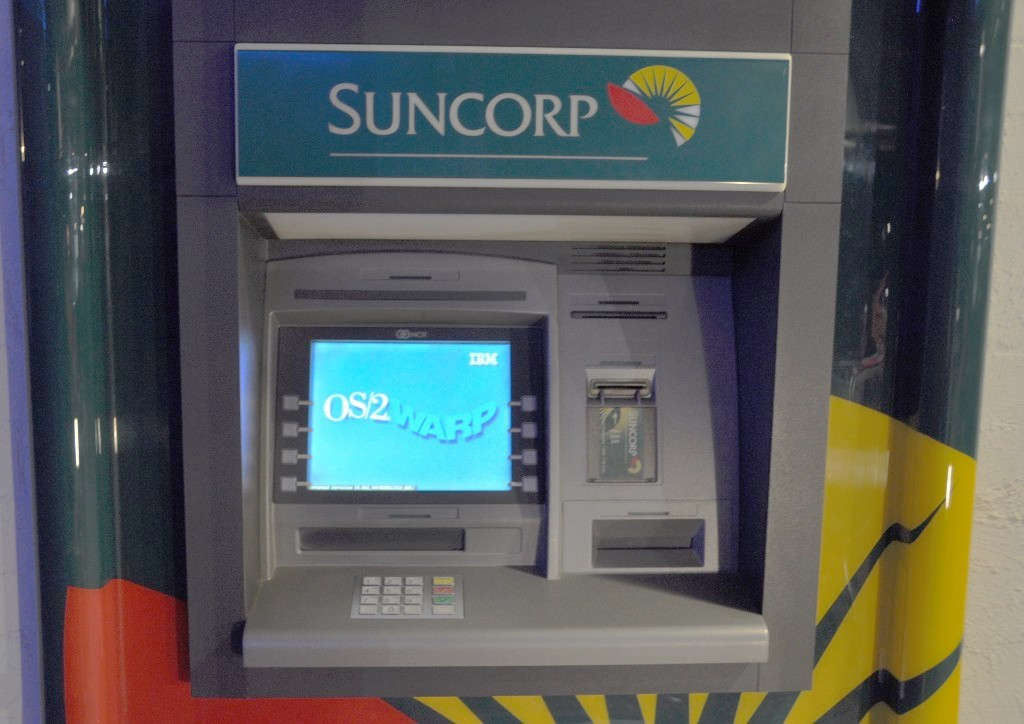
یک دستگاه خودپرداز

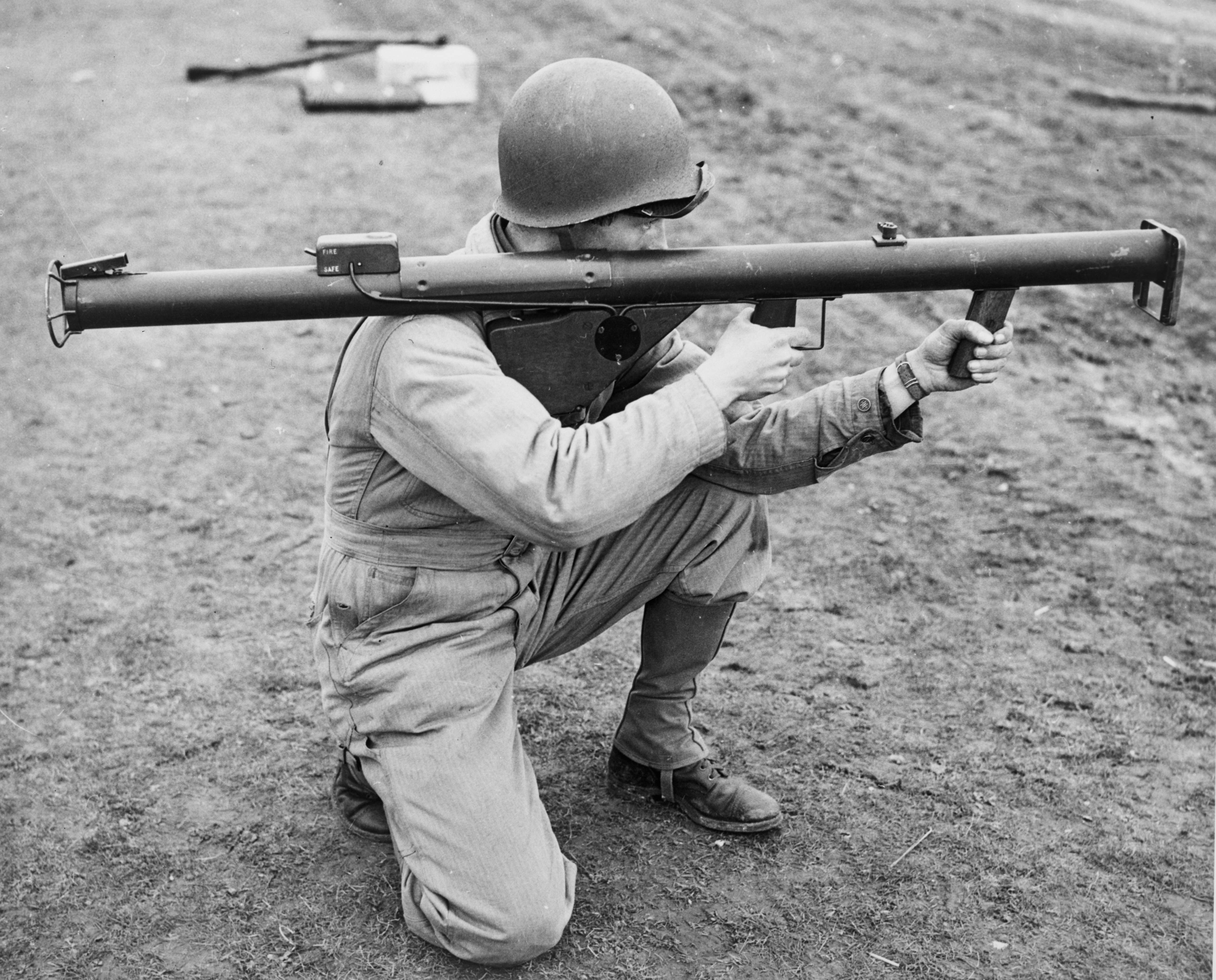
یک سرباز در حال استفاده از بازوکا

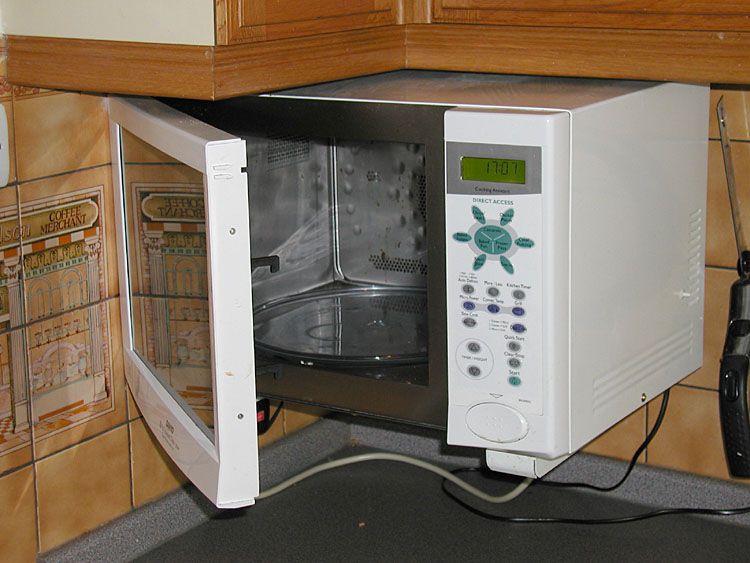
دستگاه مایکروویو